# Urum al-Kubra
Urum al-Kubra (arab. ‏أورم الكبرى‎) – miasto w Syrii, w muhafazie Aleppo. W spisie z 2004 roku liczyło 5391 mieszkańców.

## Historia
22 września 2012 miejscowość została zdobyta przez rebeliantów, 15 lutego 2020 odbita przez syryjską armię.